# Сражение при Гановере
Сражение при Гановере (англ. The Battle of Hanover) произошло 30 июня 1863 года в городе Гановер (округ Йорк) в ходе Геттисбергской кампании американской гражданской войны. Сражение представляло собой одно из кавалерийских столкновений во время рейда Стюарта.
Кавалерия генерала Джеба Стюарта двигалась на север, стараясь обогнуть федеральную армию, и атаковала федеральный кавалерийский полк, обратив его в бегство по улицам Гановера. Вскоре подошла федеральная бригада Элона Фарнсворта и контратаковала противника, опрокинув авангард Стюарта и едва не взяв в плен самого Стюарта. Стюарт повторил атаку, но на помощь Фарнсворту подошла мичиганская бригада генерала Джорджа Кастера, и Фарнсворт удержал позицию. Сражение закончилось вничью и Стюарт продолжил рейд на север и восток, откладывая присоединение к Северовирджинской армии, которая в этот момент собиралась в кэштаунском ущелье к западу от Геттисберга.

## Предыстория
Пока Северовирджинская армия наступала на север по долине Шенандоа, кавалерия Джеба Стюарта отправилась в рейд вокруг Потомакской армии. Стюарту удалось захватить много пленных и обозов с припасами, а также испортить телеграфные линии противника. Однако, когда Стюарт направился севернее и попытался соединиться с армией Ли, федеральный командующий Плезантон послал кавалерию для нейтрализации Стюарта.
На правом фланге Потомакской армии находилась кавалерийская дивизия Джадсона Килпатрика. 30 июня часть кавалеристов Килпатрика прошла через боро Гановер, сделав небольшую остановку на отдых. Незадолго до этого Гановер подвергся набегу кавалерии подполковника Элии Уайта (приданного дивизии Джубала Эрли). Люди Уайта пришли сюда со стороны Геттисберга и забрали лошадей, продовольствие, одежду, обувь, и прочее необходимое, расплатившись долларами Конфедерации. Они также перерезали телеграфные провода, отрезав Гановер от остального мира. Появление Килпатрика было приятным сюрпризом для жителей Гановера, и они встретили кавалеристов угощениями и напитками.
По окончании привала люди Килпатрика выступили из города на север к Голубиным Холмам и Абботстауну. Позади остался лишь небольшой арьергард, который охранял дороги на юг и на запад от Гановера. В это время Стюарт покинул свою стоянку в Шриверс-Корнер в Мериленде, направился на юг, пересёк границу Пенсильвании и собирался двигаться на Литлстаун, но узнал, что там замечен противник и повернул в направлении Гановера. Стюарта сопровождал обоз из 125 тяжёлых фургонов, захваченных в Роквилле, и они сильно замедляли его движение. Кроме того, его задержала и перестрелка с делавэрской кавалерией 29 июня в Вестминстере.

## Сражение
30 июня, вскоре после 10:00, арьергарды 18-го пенсильванского кавалерийского полка засекли пикеты конфедератов в 5 километрах от Гановера, у Гиттс-Милл. Последовала перестрелка, в ходе которой один южанин был убит и несколько ранены. Вскоре после 25 человек из роты «G» 18-го пенсильванского были взяты в плен кавалеристами 13-го вирджинского полка из бригады Чемблисса, которая шла в авангарде колонны Стюарта. В то утро произошло ещё несколько мелких столкновений у Литтлстауна и в других местах.
Юго-западнее Гановера около небольшого селения Пеннвилль, 2-й Северокаролинский кавполк атаковал колонну 18-го пенсильванского. Южане начали беспорядочное отступление через улицы Гановера. Артиллерия Стюарта развернулась неподалёку и открыла по ним огонь. Южане вступили в город вслед за отступающим противником, и в это время федеральный генерал Элон Фарнсворт развернул 5-й нью-йоркский полк около города и атаковал противника во фланг, вынудив северокаролинцев отступить от города. В этом бою попал в плен Уильям Генри Пейн, командир 2-го северокаролинского.
Когда на поле боя появились остальные кавалеристы Чемблисса и сам Стюарт, они встретили у фермы Карле Форней новые силы федералов, из-за чего Стюарт едва не попал в плен и был вынужден уходить от погони через поля. Услышав звуки боя, Килпатрик помчался в Гановер, и загнал коня, который умер под ним как раз на городской площади. Килпатрик разместил своих людей в городе и вокруг, перегородив улицы баррикадами. Когда затих бой у фермы Карле Форней, Килпатрик послал на ферму бригаду Кастера и стал ждать событий.
Когда подошла вирджинская бригада Фицхью Ли, Стюарт переместил своих людей на новую позицию на хребет, который тянулся от Келлер-Фарм на юго-восток к кладбищу Моунт-Оливет-Семетери.
В 14:00 Уэйд Хэмптон оставил обозы в 3 километрах от Гановера и привёл к Моунт-Оливер-Семетери свою бригаду и батарею Бретхеда, и встал правее Стюарта. Началась артиллерийская дуэль, которая длилась около двух часов. Пока длилась перестрелка, 6-й мичиганский полк из бригады Кастера спешился и подошли на 300 метров к позициям Чемблисса. Кастер потерял 15 человек пленными в этой атаке, однако повторил манёвр и сумел занять дорогу Литтлстаун — Фредерик, которая позволяла наладить связь с XII корпусом. На этой фазе сражение постепенно угасло, перейдя в серию мелких перестрелок.

## Последствия
Стюарт постепенно вывел свои войска из боя и начал отходить от Гановера на северо-запад, к Йорку, поскольку знал из местных газет, что там находится дивизия Эрли. В Нью-Салеме он узнал, что Эрли только что покинул Йорк и движется на северо-запад к Дувру. Стюарт изменил курс и ночью пошёл на север, стараясь обнаружить Эрли или другие части Юэлла, предполагая, что они находятся где-то у Саскеханны.
Колонна Стюарта растянулась на 27 километров. Передовые отряды прибыли в Дувр в 02:00, а арьергарды — только в 08:00. Он узнал, что Эрли ушёл на запад, на Шиппенсберг. Тогда Стюарт отпустил под честное слово 200 пленных, дал своему отряду 6 часов отдыха, а вечером продолжил марш, взяв у местных фермеров 1000 свежих лошадей.

## Примечание
1. ↑  Krepps, С. 15-20.